# Rouranščina
Rouranščina (kitajsko 柔然) ali ruanruanščina (kitajsko 蠕蠕) je neklasificiran izumrl jezik Mongolije in severne Kitajske, ki se je od 4. do 6. stoletja sovoril v Rouranskem kaganatu. Zdi se, da je bil zgodnji predhodnik mongolščine.
Rusko-ameriški jezikoslovec in sinolog Peter A. Boodberg je leta 1935 z analizo kitajskih transkripcij rouranskih imen trdil, da je rouranski jezik mongolski, sicer pa so mnenja o njegovi pripadnosti zelo različna. Vodilni jezikoslovci ga obravnavajo kot možni izolat.

## Glasoslovje
Med značilnosti rouranščine spadajo:
- nima srednjih samoglasnikov,
- prisotnost začetnega l-,
- ima končni soglasniški sklop –nd, nenavaden za vse altajske jezike.

## Morfologija
V ženskem spolu je imela pripono -tu-.

## Besednjak
V besednjaku je nekaj znanih rouranskih besed:
- küskü – podgana
- ud – vol
- luu – zmaj< srednje kitajsko luŋ – zmaj
- yund – konj[4]
- laγzïn – prašič
- qaγan – cesar
- qan – kan
- qaγatun – cesarica
- qatun – kanova žena
- aq – gnoj
- and – prisega
- beg – starešina
- bitig – napis
- bod – ljudje
- drö – zakon
- küǰü – moč, oblast
- ordu – tabor
- tal- – ropati
- törö – biti rojen
- türǖg – Turek